# Elmore Leonard
Elmore John Leonard Jr. (n. 11 octombrie 1925, Orleans Parish⁠(d), Louisiana, SUA – d. 20 august 2013, Detroit, Michigan, SUA) a fost un scriitor american. Primele romane ale sale, publicate în anii 1950, au fost în genul western, dar apoi s-a specializat în ficțiune de crimă și thrillere, multe dintre acesta fiind ecranizate.
În 1984, a primit premiul Premiul Edgar pentru cel mai bun roman din partea Mystery Writers of America. Romanul său Stick (1982) este pe lista cu cele mai bune 100 de romane polițiste dintotdeauna din 1990, listă publicată sub formă de carte de către Asociația Autorilor de Romane Polițiste (CWA) din Regatul Unit. În 1999, împreună cu Scott Frank a primit Premiul Edgar pentru cel mai bun scenariu (Edgar Allan Poe Award for Best Motion Picture Screenplay), pentru scenariul filmului Pasiune periculoasă.
Romanul Out of Sight (1996) a fost ecranizat în 1998 de către Steven Soderbergh, iar romanul Rum Punch (1992) a fost ecranizat ca Jackie Brown în 1997 de către Quentin Tarantino.

## Lucrări scrise

### Romane
| An   | Roman                                                           | Ecranizare                                       | ISBN                |
| ---- | --------------------------------------------------------------- | ------------------------------------------------ | ------------------- |
| 1953 | The Bounty Hunters                                              |                                                  | ISBN: 0-380-82225-3 |
| 1954 | The Law at Randado                                              | 1990 – Border Shootout                           | ISBN: 0-062-28950-0 |
| 1956 | Escape from Five Shadows                                        |                                                  | ISBN: 0-060-01348-6 |
| 1959 | Last Stand at Saber River                                       | 1997 – Last Stand at Saber River                 | ISBN: 0-062-28948-9 |
| 1961 | Hombre                                                          | 1967 – Hombre                                    | ISBN: 0-062-20611-7 |
| 1969 | The Big Bounce                                                  | 1969 – The Big Bounce 2004 – The Big Bounce      | ISBN: 0-062-18428-8 |
| 1969 | The Moonshine War                                               | 1970 – The Moonshine War                         | ISBN: 0-062-20898-5 |
| 1970 | Valdez Is Coming                                                | 1971 – Valdez Is Coming                          | ISBN: 0-062-22785-8 |
| 1972 | Forty Lashes Less One                                           |                                                  | ISBN: 0-062-28949-7 |
| 1974 | Mr. Majestyk                                                    | 1974 – Mr. Majestyk                              | ISBN: 0-062-18840-2 |
| 1974 | Fifty-Two Pickup                                                | 1984 – The Ambassador 1986 – 52 Pick-Up          | ISBN: 0-753-81962-7 |
| 1976 | Swag                                                            |                                                  | ISBN: 0-062-22786-6 |
| 1977 | Unknown Man No. 89                                              |                                                  | ISBN: 0-062-18928-X |
| 1977 | The Hunted                                                      |                                                  | ISBN: 0-062-18841-0 |
| 1978 | The Switch                                                      | 2013 – Life of Crime                             | ISBN: 0-062-20613-3 |
| 1979 | Gunsights                                                       |                                                  | ISBN: 0-062-26726-4 |
| 1980 | City Primeval                                                   |                                                  | ISBN: 0-062-19135-7 |
| 1980 | Gold Coast                                                      | 1997 – film TV                                   | ISBN: 0-062-20609-5 |
| 1981 | Split Images                                                    | 1992 – film TV                                   | ISBN: 0-688-16971-6 |
| 1982 | Cat Chaser                                                      | 1989 – Cat Chaser                                | ISBN: 0-060-51222-9 |
| 1983 | Stick                                                           | 1985 – Stick                                     | ISBN: 0-062-18435-0 |
| 1983 | LaBrava Premiul Edgar pentru cel mai bun roman (1984)           |                                                  | ISBN: 0-062-22788-2 |
| 1985 | Glitz                                                           | 1988 – film TV                                   | ISBN: 0-062-12158-8 |
| 1987 | Bandits                                                         |                                                  | ISBN: 0-062-12032-8 |
| 1987 | Touch                                                           | 1997 – Touch                                     | ISBN: 0-062-26598-9 |
| 1988 | Freaky Deaky                                                    | 2012 – Freaky Deaky                              | ISBN: 0-062-12035-2 |
| 1989 | Killshot                                                        | 2008 – Killshot                                  | ISBN: 0-688-16638-5 |
| 1990 | Get Shorty                                                      | 1995 – Get Shorty 2017 – serial TV Get Shorty    | ISBN: 0-062-12025-5 |
| 1991 | Maximum Bob                                                     | 1998 – serial TV Maximum Bob                     | ISBN: 0-062-00940-0 |
| 1992 | Rum Punch                                                       | 1997 – Jackie Brown                              | ISBN: 0-062-11982-6 |
| 1993 | Pronto                                                          | 1997 – film TV 2010 – serial TV Justified        | ISBN: 0-062-12033-6 |
| 1995 | Riding the Rap                                                  | 2010 – serial TV Justified                       | ISBN: 0-062-02029-3 |
| 1996 | Out of Sight                                                    | 1998 – Out of Sight 2003 – serial TV Karen Sisco | ISBN: 0-061-74031-4 |
| 1998 | Cuba Libre                                                      |                                                  | ISBN: 0-062-18429-6 |
| 1999 | Be Cool                                                         | 2005 – Be Cool                                   | ISBN: 0-060-77706-0 |
| 2000 | Pagan Babies                                                    |                                                  | ISBN: 0-062-26601-2 |
| 2002 | Tishomingo Blues                                                |                                                  | ISBN: 0-062-00939-7 |
| 2004 | Mr. Paradise                                                    |                                                  | ISBN: 0-060-59807-7 |
| 2004 | A Coyote's in the House                                         |                                                  | ISBN: 0-141-31688-8 |
| 2005 | The Hot Kid (ro.: Hot Kid. Trag ca să ucid!)                    |                                                  | ISBN: 0-060-72423-4 |
| 2006 | Comfort to the Enemy Publicat ca foileton în The New York Times |                                                  | ISBN: 0-061-73515-9 |
| 2007 | Up in Honey's Room (ro.: În Camera Lui Honey)                   |                                                  | ISBN: 0-060-72426-9 |
| 2009 | Road Dogs                                                       |                                                  | ISBN: 0-061-98570-8 |
| 2010 | Djibouti                                                        |                                                  | ISBN: 0-062-00831-5 |
| 2012 | Raylan                                                          | 2010 – serial TV Justified                       | ISBN: 0-062-11947-8 |

Leonard a contribuit, de asemenea, cu un capitol (al 12-lea dintr-un total de 13) la foiletonul de parodie din 1996 publicat în Miami Herald, Naked Came the Manatee (ISBN: 0-449-00124-5).